# Partido de Concentración Española
El Partido de Concentración Española fou un partit polític que es formà a Barcelona l'octubre de 1932 amb la finalitat de representar i protegir els interessos de les persones no nascudes a Catalunya.
La seva direcció estava encapçalada per Antonio Bermejo, qui n’era el president, i Constantino Recober, vicepresident. El desembre de 1933, es van organitzar les joventuts del partit sota la presidència de Manuel Ráez Almagro. Durant les eleccions al Parlament de Catalunya de 1932, el partit s’alià amb el Partido Republicano 'Unión de Regionales en Cataluña' formant la candidatura Concentración Española, que també donava nom al seu òrgan de difusió.
La formació continuà activa, com a mínim, fins al setembre de 1935.